# Ignacio Pichardo Pagaza
José Ignacio Pichardo Pagaza (Toluca, Estado de México; 13 de noviembre de 1935-Ciudad de México, 14 de abril de 2020) fue un abogado, diplomático y político mexicano, miembro del Partido Revolucionario Institucional. Entre los diversos cargos públicos que ocupó, estuvo el de gobernador del estado de México y secretario de la Contraloría y de Energía.

## Biografía
Ignacio Pichardo fue un abogado egresado de la UNAM, realizó un posgrado en administración en el Dartmouth College y obtuvo una maestría en administración y finanzas públicas en la London School of Economics. Comenzó su carrera como diputado local en el estado de México a mediados de los sesenta. Ocupó los cargos de secretario general de gobierno en el estado de México durante la administración de Carlos Hank González (1969-1975) y subsecretario de Hacienda federal y diputado federal, donde fue presidente de la Comisión de Programación, Presupuesto y Cuenta Pública de la Cámara de Diputados.[cita requerida]
En 1982, el presidente Miguel de la Madrid lo nombró subsecretario 
A de la nueva secretaría de la Contraloría General de la Federación, cuyo titular era Francisco Rojas Gutiérrez. Desde este cargo, buscó la candidatura del PRI a gobernador del estado de México para las elecciones estatales de 1987, compitiendo por dicho cargo, entre otros, con Humberto Lira Mora. Sorprendentemente, el PRI —por instrucciones de De la Madrid— postuló al cargo a Mario Ramón Beteta, quien era director general de Petróleos Mexicanos. Ante dicha postulación, Francisco Rojas dejó la titularidad de la secretaría para sustituir a Beteta como director general de PEMEX, e Ignacio Pichardo ascendió entonces a secretario de la Contraloría General de la Federación, y permaneció en el cargo desde 1987 hasta el término del gobierno de Miguel de la Madrid, el 30 de noviembre de 1988.[cita requerida]
El 1 de diciembre de 1988, el  presidente Carlos Salinas de Gortari lo nombró titular de la Procuraduría Federal del Consumidor, y permaneció al frente de esta dependencia hasta el 11 de septiembre de 1989. Ese día, el gobernador del estado de México, Mario Ramón Beteta, solicitó licencia al cargo,  otorgada por el Congreso del Estado de México, que se mismo día designó a Ignacio Pichardo Pagaza para sustituirlo, con lo que se convirtió en gobernador del estado con el carácter de sustituto. Ejerció la gubernatura hasta el término del periodo constitucional, también durante su periodo tuvo una estrecha relación con Manuel Camacho Solís cual coordinaba como jefe del Departamento del Distrito Federal también tuvo una relación de amistad con Marcelo Ebrard, el 15 de septiembre de 1993, en que asumió el cargo su sucesor, Emilio Chuayffet Chemor.[cita requerida]
Al terminar su periodo al frente de la gubernatura del estado de México, el presidente Salinas de Gortari lo nombró embajador de México en España el 23 de diciembre de 1993. Sin embargo, dejó la embajada apenas unos meses después, el 4 de abril de 1994, en que fue nombrado secretario general del comité ejecutivo nacional del PRI, en sustitución de José Luis Lamadrid Sauza, cuando era presidente del partido Fernando Ortiz Arana; su nombramiento se dio como consecuencia de los numerosos ajustes políticos llevados a cabo tras el asesinato de Luis Donaldo Colosio el 23 de marzo del mismo año y la postulación de Ernesto Zedillo como candidato a presidente, en sustitución de Colosio. Ese mismo año fue nombrado presidente del Comité Ejecutivo Nacional del PRI, durante el último tramo de la campaña presidencial de Ernesto Zedillo. Siendo presidente del PRI, fue asesinado el secretario general de dicho partido, José Francisco Ruiz Massieu. El hermano de éste y fiscal especial para el caso, Mario Ruiz Massieu, acusó a Pichardo y a María de los Ángeles Moreno--quien sucedió a Ruiz Massieu en la Secretaría General del PRI--de obstruir las investigaciones. 
El 1 de diciembre de 1994, el presidente Ernesto Zedillo lo nombró secretario de Energía, cargo en el que permaneció hasta 1995, cuando fue nombrado embajador en los Países Bajos.[cita requerida]
Fue autor de varios libros, entre los que destacan algunos textos esenciales para el estudio de la administración pública en México, como Introducción a la administración pública en México, volúmenes 1 y 2. Fue director del Instituto de Administración Pública y fue uno los estudiosos más reconocidos en la materia en México.[cita requerida]
Falleció en la Ciudad de México el 14 de abril de 2020, tras ser sometido a una cirugía y haber permanecido ingresado en el hospital durante dos días previos.

## Reconocimientos
En el 2021, se presentó el libro Testimonios de una vida ejemplar, edición coordinada por Gabriel M. Ezeta Moll, Humberto Lira Mora y Germán Garcíamoreno Beltrán.

## Familia
Estuvo casado con Julieta Lechuga, con quien tuvo tres hijos: Ignacio Pichardo Lechuga, quien fue diputado federal y también ha tenido una carrera política, Julieta Pichardo Lechuga, maestra y licenciada en pedagogía, y el cantante y compositor Alfonso Pichardo, vocalista del grupo Mœnia.[cita requerida]